# Parafia św. Aleksandra Newskiego w Kibartach
Parafia św. Aleksandra Newskiego – prawosławna parafia w Kibartach, w dekanacie kowieńskim eparchii wileńskiej i litewskiej Rosyjskiego Kościoła Prawosławnego.
Parafia została erygowana w 1870 na potrzeby prawosławnych pracowników stacji kolejowej Kibarty. W tym samym roku wzniesiono na jej potrzeby wolno stojącą świątynię.
Po I wojnie światowej w Kibartach pozostało 420 parafian, którzy stracili cerkiew, dwa domy parafialne oraz ziemię nadaną przez władze carskie na rzecz miejscowej parafii katolickiej. Świątynia została im zwrócona w 1929, gdy katolicy otrzymali od ministerstwa dofinansowanie na budowę kościoła. Parafia przeprowadziła wówczas remont cerkwi, ponownie wyświęconej w 1935 przez metropolitę Eleuteriusza (Bogojawleńskiego). Według danych z 1937 w Kibartach żyło 1431 osób wyznania prawosławnego. Parafia prowadziła Bractwo Opieki Matki Bożej oraz produkcję świec wotywnych dla wszystkich cerkwi na terytorium Litwy.
Po zakończeniu II wojny światowej wspólnota parafialna liczyła 280 osób. W 1947 władze radzieckie zarejestrowały parafię. W czasach ZSRR do cerkwi w Kibartach uczęszczali nie tylko mieszkańcy tej miejscowości, ale i przyjezdni z dzisiejszego obwodu królewieckiego.